# Wasilij Pustowojt
Wasilij Stiepanowicz Pustowojt (ros. Василий Степанович Пустовойт, ukr. Василь Степа́нович Пустовойт, ur. 2 stycznia?/14 stycznia 1886 we wsi Taranowka w guberni charkowskiej, zm. 11 października 1972 w Krasnodarze) – radziecki selekcjoner roślin, dwukrotny Bohater Pracy Socjalistycznej (1957 i 1963).

## Życiorys
Skończył szkołę w Zmijiwie i szkołę w Charkowie, w latach 1908–1918 pracował jako nauczyciel w szkole, później jako agronom, 1918–1924 wykładał w Kubańskim Technikum Rolniczym. W 1926 ukończył Kubański Instytut Rolniczy, od 1926 do 1930 kierował katedrą genetyki, selekcji i unasienniania tego instytutu, organizował doświadczalne pola uprawne. W sierpniu 1930 został aresztowany przez OGPU, następnie skazany na 10-letnie zesłanie do Kazachstanu, gdzie pracował jako agronom wielkiego sowchozu w Karagandzie, od maja 1936 kierował wydziałem selekcji i unasienniania roślin oleistych i laboratorium selekcji Wszechzwiązkowego Naukowo-Badawczego Instytutu Kultur Oleistych w Krasnodarze, zajmował się m.in. selekcją słoneczników. Napisał 160 prac naukowych, od 1960 był doktorem nauk rolniczych. W 1956 został akademikiem Wszechzwiązkowej Akademii Rolniczej im. Lenina, a w 1964 Akademii Nauk ZSRR. W 1963 uzyskał mandat deputowanego do Rady Najwyższej RFSRR 6 kadencji.

## Odznaczenia i nagrody
- Medal Sierp i Młot Bohatera Pracy Socjalistycznej (dwukrotnie - 31 października 1957 i 10 kwietnia 1963)
- Order Lenina (trzykrotnie – 1 lutego 1956, 31 października 1957 i 10 kwietnia 1963)
- Order Rewolucji Październikowej (1971)
- Order Czerwonego Sztandaru Pracy (1946)
- Order „Znak Honoru” (dwukrotnie – 1952 i 1954)
- Nagroda Leninowska (1959)
- Nagroda Stalinowska II klasy (1946)